# Laguna San Rafael
La laguna San Rafael es un lago costero localizado en la Región de Aysén, Chile.
Abarca 123 km² de superficie, y está dentro del parque nacional Laguna San Rafael. 

## Hidrología
Al norte, la laguna se conecta con el canal Moraleda a través del río Témpanos. Al sur este limita con el istmo de Ofqui y la península de Taitao. Al sur de la laguna se encuentran los Campos de Hielo Norte.
La laguna es de origen proglaciar, pues se formó por el retroceso del glaciar San Rafael, en la cabecera de los Campos de Hielo Norte. 

## Historia
Fue descubierta para los europeos el 21 de noviembre de 1674 por el explorador Bartolomé Gallardo, en un viaje mientras navegaba desde Chiloé hacia el Estrecho de Magallanes. El misionero jesuita José García Alsué la visitó a fines de 1766 durante un viaje en búsqueda de indígenas canoeros que deseaba evangelizar y llevar a la misión de Cailín en Chiloé.
En 1872 fue explorada por Enrique Simpson.: 32 
Francisco Astaburuaga escribió en 1899 en su obra póstuma Diccionario geográfico de la República de Chile sobre la laguna:
San Rafael (Laguna de).-—Hermoso receptáculo de agua situado su comedio por los 46° 34' Lat. y 74° 00' Lon., y hacia el extremo de la continuación al S. del canal de Moraleda por entre el archipiélago de Chonos; dejando también á su lado austral el istmo de Ofqui. Es de figura casi oval con una extensión de unos nueve kilómetros de N. á S. y poco menos de E. á O. Desagua por su lado norte en aquellos canales por un emisario hondo y de márgenes bajas y selvosas y está rodeada por la parte oriental de altas sierras de los Andes, que tienden hasta ella sus ventisqueros. La expedición del piloto Machado exploró estos parajes en 1769. Tomó el nombre por el de un asiento de misión establecido allí poco tiempo antes.
Existió un proyecto de cruzar el istmo a través del canal artificial Ofqui.

## Población, economía y ecología
Hoy es un importante destino turístico: varios barcos zarpan a diario desde Puerto Chacabuco Puerto Montt y también otra ruta donde se embarcan a 91 kilómetros de Puerto Rio Tranquilo desde la Bahia Exploradores donde van hacia los alrededores de la laguna para contemplar la belleza del entorno natural y ver el hielo desmembrarse del glaciar.